# Institut supérieur aquitain du bâtiment et des travaux publics
L'institut supérieur aquitain du bâtiment et des travaux publics (ISA BTP) est l'une des 204 écoles d'ingénieurs françaises accréditées au 1er septembre 2020 à délivrer un diplôme d'ingénieur.
L'école est située à Anglet dans les Pyrénées-Atlantiques, en région Nouvelle-Aquitaine. Publique et post-bac, il s'agit, tout comme l'ENSGTI, d'une école interne à l'université de Pau et des pays de l'Adour, conventionnée par Bordeaux INP.

## Histoire

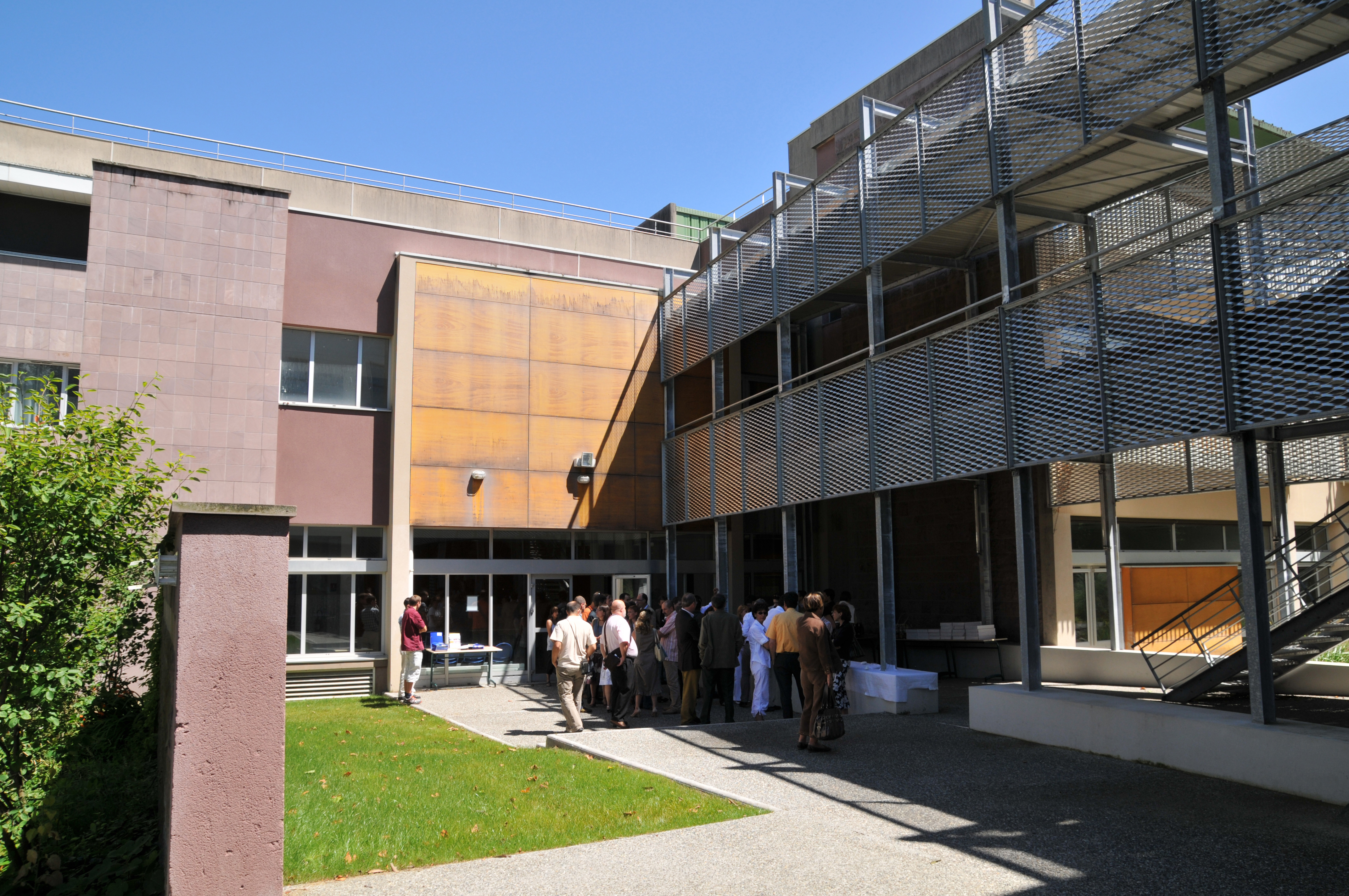
Le bâtiment de l'UFR Sciences et Techniques à Anglet.

L'institut supérieur aquitain du bâtiment et des travaux publics a été créé en 1996, en tant que département de l'unité de formation et de recherche (UFR) Sciences et techniques de l'université de Pau et des pays de l'Adour. Sa formation est considérée comme une « nouvelle formation d'ingénieur » (NFI) et conduit au « diplôme d'ingénieur diplômé de l’université de Pau, spécialité bâtiment et travaux publics ». En 2005, la formation se transforme en formation classique d'ingénieurs, tout en restant un département de l'UFR. 
En décembre 2014, l'ISA BTP prend le statut d'école interne de l'université de Pau et des pays de l'Adour, fonctionnant dans le cadre de l'article L713-9 du code de l'éducation. En 2017, il devient partenaire, en même temps que l'ENSGTI, l'institut polytechnique de Bordeaux (Bordeaux INP).
L'école est basée sur le campus de Montaury à Anglet, dans les locaux communs à l'UFR Sciences et Techniques Bayonne-Anglet-Biarritz de l'UPPA. 
A la rentrée de septembre 2022, l'école emménage dans son nouveau bâtiment nommé ISA LAB.

### Directeurs de l'ISA BTP
- 1996 - 2005 : Patrick André[6] ;
- 2005 - 2010 : Hélène Carré[7] ;
- 2010 - 2015 : André Joie[8] ;
- 2015 - 2017 : Gilles Pijaudier-Cabot[9] ;

- 2017 - 2022 : Christian La Borderie[10] ;
- 2022 - Actuellement : Benoît Ducassou ;

### Évolution du logo

Ancien logo.
Logo actuel (2014).

## Formations

### Diplôme d'ingénieur
L'ISA BTP forme des ingénieurs dans les domaines du gros-œuvre et de l'enveloppe du bâtiment, des équipements techniques et énergétiquement performants pour l'habitat, du génie civil et maritime et de l'assainissement. 
Les admissions en 1re année d'études se font via le site ParcourSup et concernent les élèves préparant un baccalauréat S ou STI2D. 
Le cursus de formation initiale est organisé en dix semestres (cinq ans) après le bac ou six semestres (trois ans) après bac+2. Le diplôme d’ingénieur ISA BTP est habilité par le ministre de l'Enseignement supérieur après avis de la commission des titres d'ingénieur (CTI).

#### Contenu de la formation
Les trois premières années, la formation s'articule autour d'un tronc commun comprenant des sciences de base (mathématiques, physique appliquée, mécanique, résistance des matériaux), des sciences de l'ingénieur (géotechnique, calcul de structures, énergétique du bâtiment, informatique appliquée, initiation à la recherche, etc), ainsi que des enseignements de technologie et de développement durable (dessin assisté par ordinateur, topographie, méthodes constructives, organisation des travaux, etc). Les deux dernières années sont partagées entre des cours de tronc communs et des options. Parallèlement à cela, les élèves-ingénieurs ISA BTP reçoivent des enseignements sur les sciences humaines, économiques et juridiques ainsi que des cours de langues vivantes (anglais et espagnol).

#### Options de4eannée
À l'entrée en 4e année, les étudiants ont le choix entre quatre parcours :
- bâtiment tous corps d’État, neuf et réhabilitation ;
- énergie et habitat : équipements techniques de la construction ;
- génie civil et maritime ;
- réseaux et infrastructures durables.

#### Stages
L'ISA BTP propose à ses élèves un total de sept stages en entreprise répartis sur les cinq ans :
- un stage ouvrier d'exécution, de 6 semaines (1re année) ;
- un stage aide chef d'équipe ou aide chef de chantier, de 8 semaines (2e année) ;
- un stage technicien en bureau d'études, bureau de contrôle, maitrise d'ouvrage publique ou privée, maitrise d’œuvre, de 2x8 semaines (3e année) ;
- un stage adjoint ingénieur d'études ou travaux ou chargé d'affaires, de 2x8 semaines (4e année) ;
- un projet de fin d'études ingénieur d'études ou travaux ou chargé d'affaires, de 20 semaines (5e année).

### Masters
À partir de la 3e année d'études, les étudiants de l'ISA BTP peuvent choisir de suivre un double-diplôme ingénieur ISA BTP + Master d'administration des entreprises (MAE).
L'ISA BTP propose également le master PSCE (Physique et simulation dans l'ingénierie civile ; Physics and simulation in civil engineering) accessible aux titulaires d'une licence ou d'un bachelor en ingénierie ou en sciences.

## Recherche
L'ISA BTP dispose de deux laboratoires de recherche : le laboratoire Sciences pour l'ingénieur appliquées à la mécanique et au génie électrique (SIAME) et le Laboratoire des fluides complexes et leurs réservoirs (LFC-R). Ces deux unités de recherche participent au développement du génie civil et du génie côtier. Le SIAME est composé de quatre équipes de recherche :
- écoulements et énergétique ;
- génie électrique haute tension ;
- géomatériaux et structures ;
- interactions vague structure.

Il en est de même pour le LFC-R :
- caractérisation des réservoirs géologiques ;
- propriétés thermophysiques ;
- géomécanique des milieux poreux ;
- interfaces et systèmes dispersés.

Ces deux laboratoires sont rattachés à l'école doctorale sciences exactes et leurs applications (ED SEA - 211). Elle permet l'obtention d'environ 60 doctorats par an dans ses équipes d'accueil.

## Relations internationales
L'ISA BTP dispose d'un réseau d'universités et d'écoles partenaires : huit en Europe avec le programme Erasmus+ et neuf dans le reste du monde (Amérique du Sud, Amérique du Nord et Asie). Par sa position géographique frontalière, l'ISA BTP entretient naturellement des relations privilégiées avec l'Espagne. Les étudiants doivent au moins deux séjours à l'étranger lors de leur cursus ; il peut s'agir de semestres d'études, mais aussi de stages en entreprise ou de projets de développements solidaires.  

## Vie étudiante
L'ISA BTP bénéficie d'une vie étudiante organisée par diverses associations :
- la KISA, l'association des élèves de l'école, qui organise les soirées, l'intégration des nouveaux élèves, des week-ends de détente, des tournois sportifs, etc ;
- l'association JO ETA OROIT qui organise chaque année un tournoi de pelote basque ;
- la Junior ISA, qui permet aux étudiants d’effectuer des prestations de services en relation avec le programme pédagogique de l’école dans le domaine du BTP[17] ;
- l'Human'ISA, qui est un projet collectif organisé par les 5e années de développement international permettant de doter une communauté (village, association, etc) des pays du Sud de moyen nécessaire pour favoriser son développement[18].